# Totentempel des Sethos I. (Qurna)

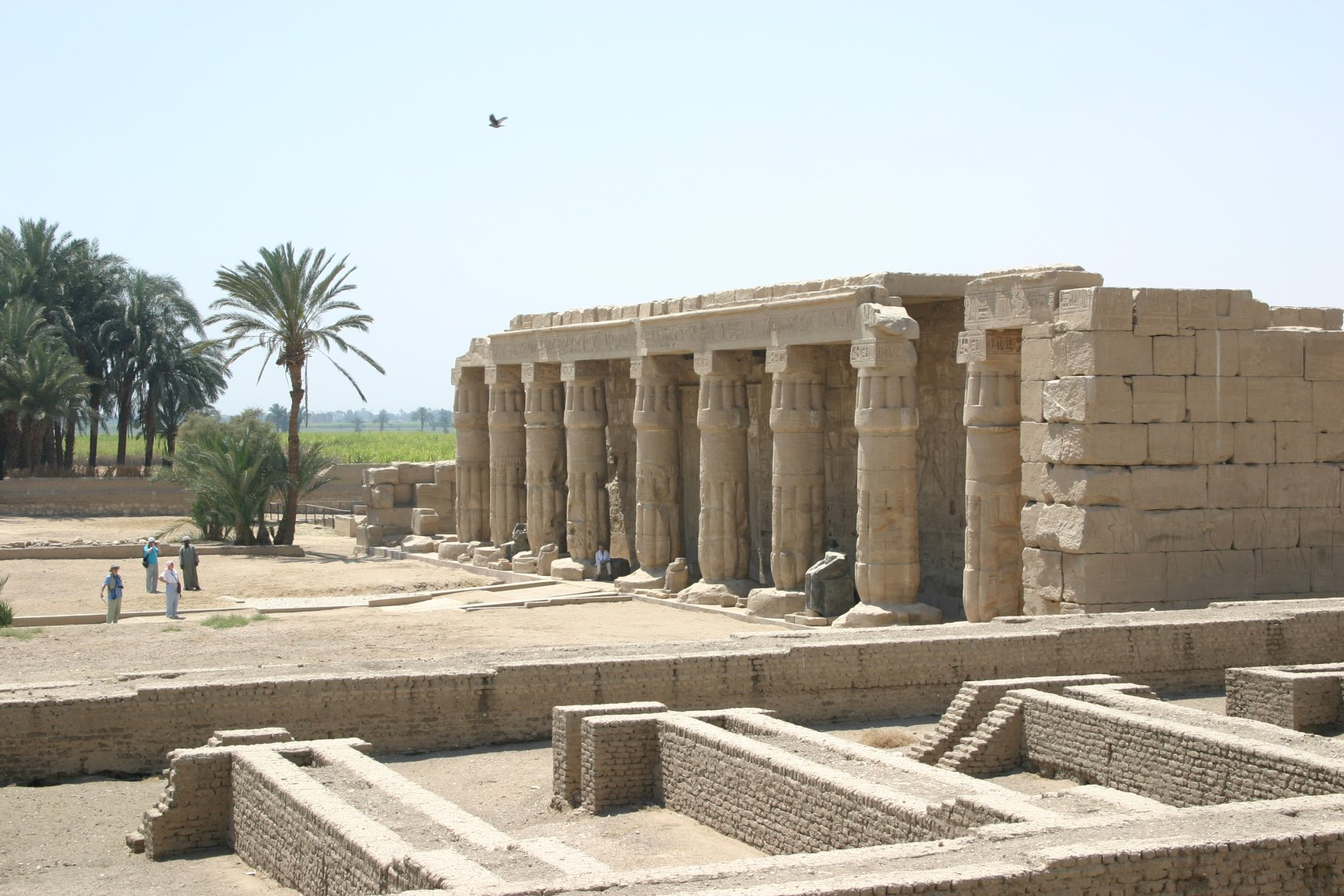
Die heutigen Reste des Tempels

Der Totentempel des Sethos liegt bei el-Qurna in Theben-West. Er ist ein sogenanntes Millionenjahrhaus wie auch sein Tempel in Abydos. Der altägyptische Name des Totentempels Sethos I. lautet: „Das Haus des Geistes von Men-Maat-Re Sethos im Haus des Amun im Westen von Theben.“
Nach aufwendigen Restaurierungen und dem Wiederaufbau des 1. Pylons wurde der Tempel im März 2004 der Öffentlichkeit zugänglich gemacht. Im Herbst 2006 zeigten sich Schäden an den Reliefs der Sphinxsockel, diese entstanden durch Abwässer der Wohnhäuser vor dem Tempel, die durch die Ziegelwände des Pylons sickerten. Rainer Stadelmann vom DAI unterstützt von Restauratoren des Conservation Department des SCA legte die Sandsteinblöcke zum Trocknen auf Balken und restaurierte die Reliefs.

## Geschichte

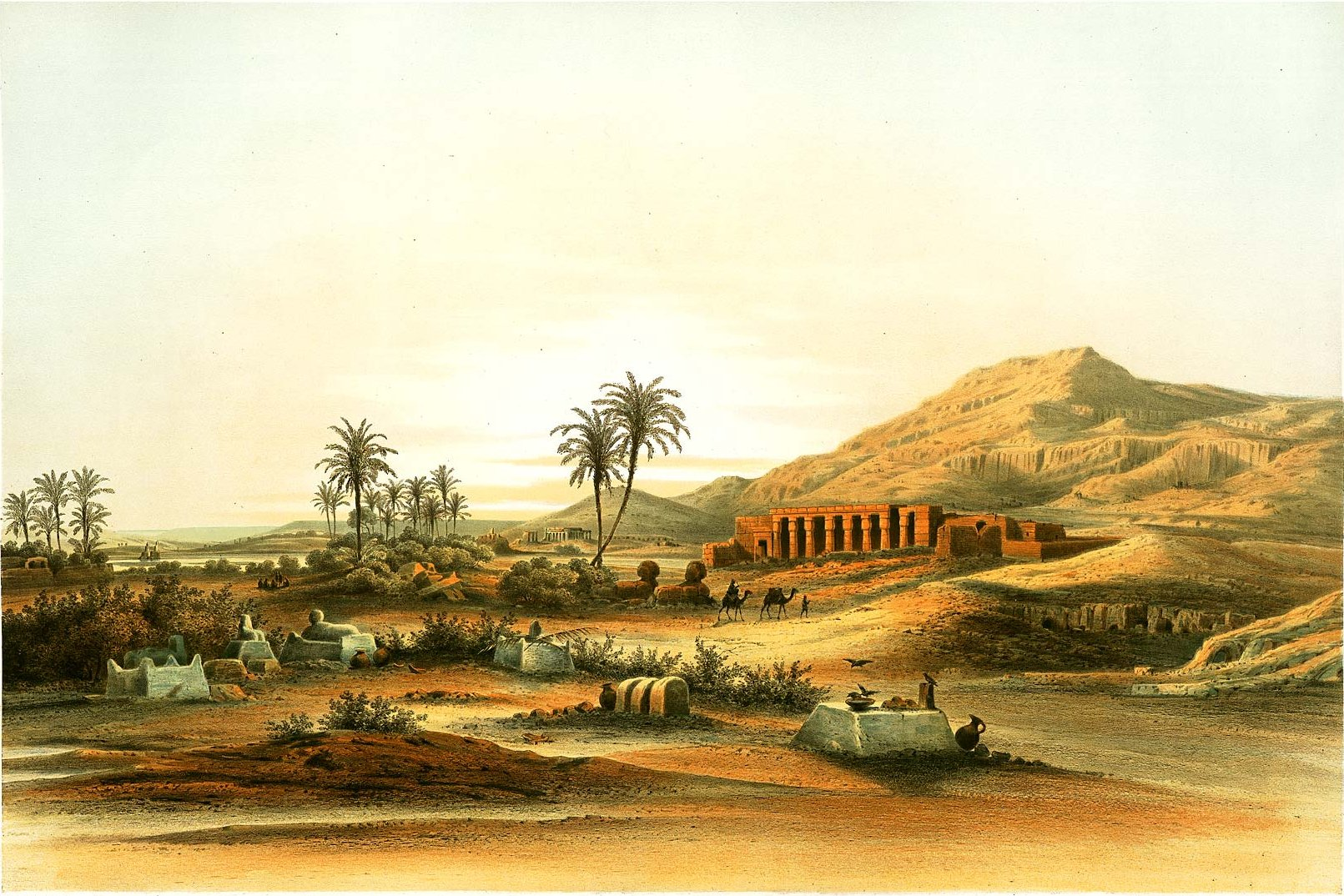
Historische Ansicht des Tempels

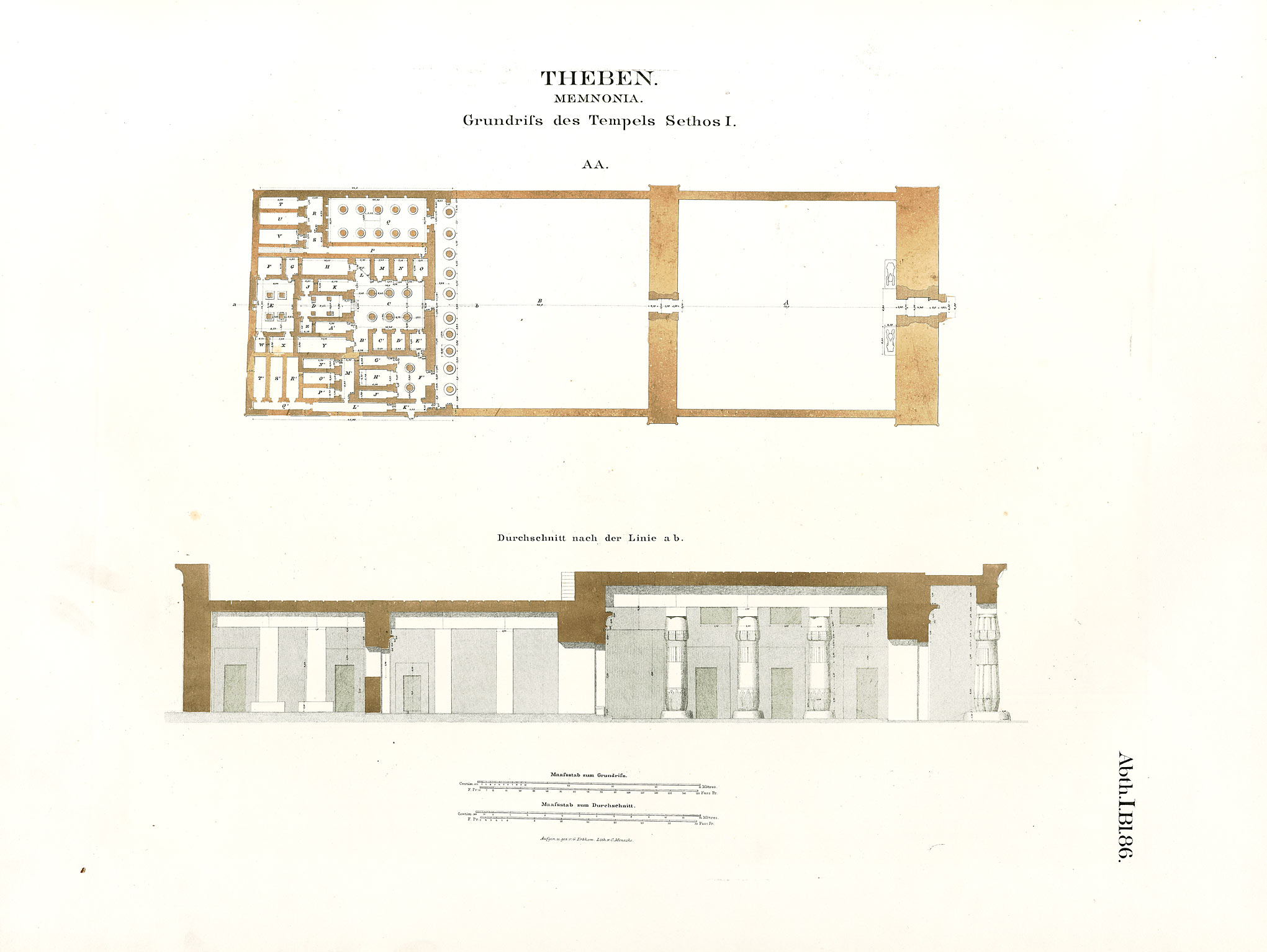
Grundriss und Durchschnitt

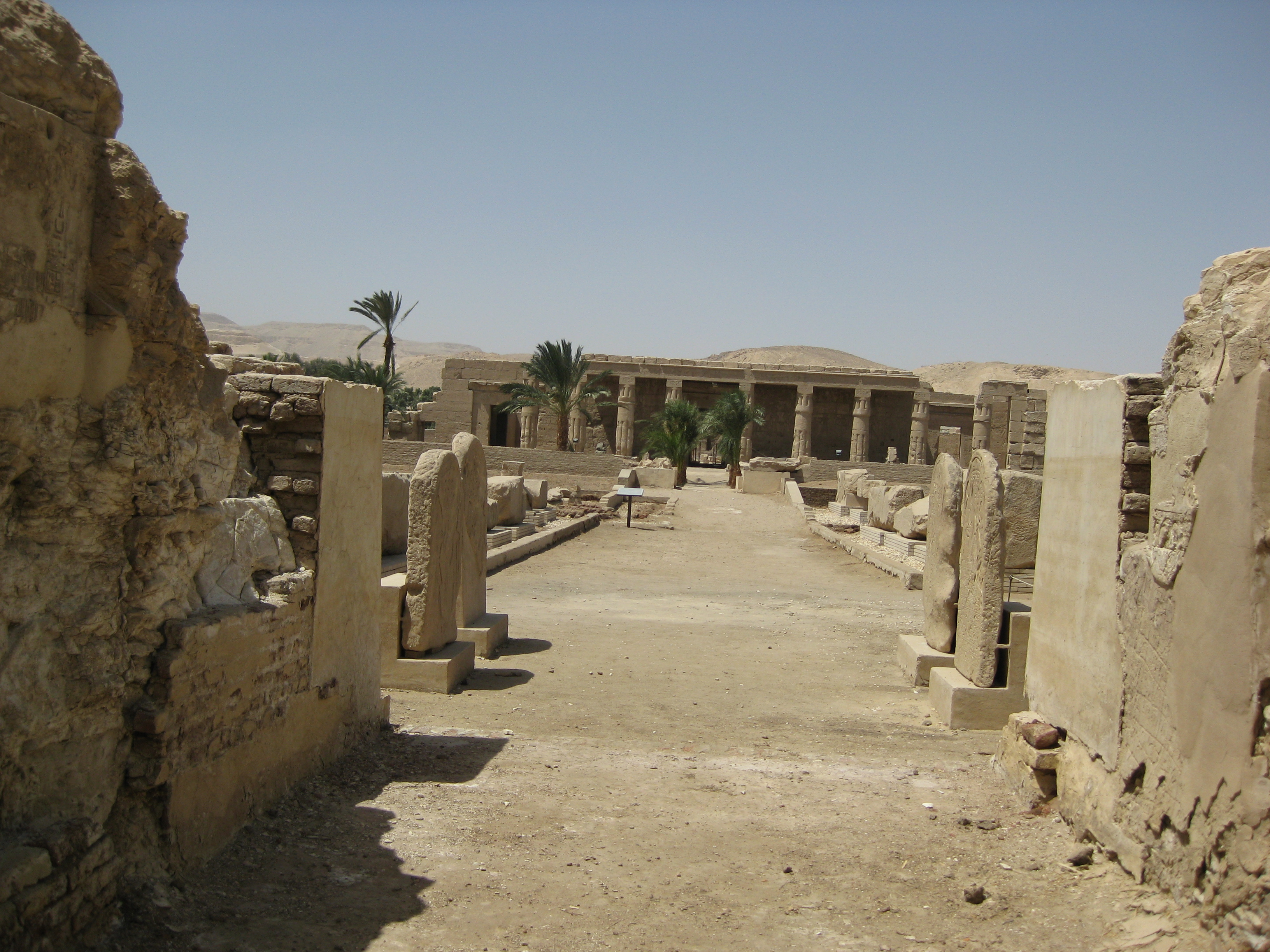
Pylonreste und Hypostylhalle

Sethos I. begann den Bau der Tempelanlage vermutlich in der Mitte seiner Regierungszeit (19. Dynastie). Der Tempel wurde für seinen eigenen Totenkult und den seines Vaters Ramses I. gebaut. Ramses I. gelang es wegen der Kürze seiner Regierungszeit nicht, einen eigenen Tempel zu bauen. Der Tempel wurde Amun-Re geweiht. Nach dem Tod Sethos I. wurde der Tempel von seinem Sohn Ramses II. vollendet.

## Architektur der Tempelanlage
Die Tempelanlage wurde ursprünglich von einer 124 Meter breiten und 162 Meter langen Mauer umfasst. Die Mauer war 3,20 Meter dick und bestand aus Nilschlammziegeln und war wahrscheinlich 10,50 Meter hoch. Sie wurde durch mehrere Türme unterbrochen. Der Eingang in den Tempel erfolgte von Osten her durch den ersten großen Pylon.
Es handelt sich um eine klassische Tempelanlage, bestehend aus einem ersten und zweiten Pylon, dem Tempelgebäude und einem Gebäude mit Magazinräumen, einem Brunnen und dem Tempelpalast. Betritt man den Tempel durch den ersten Pylon, findet man dahinter auf beiden Seiten die Überreste je einer großen Sphinx. Auf der linken Seite befindet sich der Tempelpalast.
Der Prozessionsstraße folgend erreicht man den zweiten Pylon. Durch den dahinter liegenden Festhof gelangt man zu einem von zehn Papyrussäulen getragenen Portikus, durch den man in das Hauptgebäude kommt. Rechts vom Hauptgebäude liegen die Magazine. Der Sandstein für den Tempel wurde in den Steinbrüchen in al-Gabalayn gewonnen.

## 1. und 2. Pylon
Sowohl der erste als auch der zweite Pylon sind aus Lehmziegeln errichtet. Beide haben ein Tor aus Sandstein, die Stürze des ersten Pylons waren aus Kalkstein, die des zweiten aus Granit. Der erste Pylon ist mit den Kartuschen von Sethos I. und Ramses II. geschmückt. Von den Pylonen ist heute außer dem Grundriss nicht mehr viel erhalten.

## Hypostylhalle mit den Sanktuaren
Im Tempel des Sethos I. gibt es mehrere Sanktuare. Die größte (Kapellen) war Sethos I. geweiht und für dessen Königskult bestimmt. Sie liegt an der südlichen Außenmauer des Hauptgebäudes.
Wenn man das Tempelhaus durch den Portikus betritt, steht man in einer Hypostylhalle (Säulenhalle) mit sechs Säulen. Auf der linken Seite des Hypostyls liegen ein Barkenraum und der Statuenraum Sethos I. Auf der rechten Seite liegen die Kapelle des Talfestes und die Kapelle für den Kult von Isis und Osiris. An der Kopfseite des Hypostyls nach Westen schließt sich eine Querhalle an, hier liegen die Kapellen zu Ehren der Götter Mut, Ptah, Chons und Osiris. Zwischen diesen Kapellen befindet sich der Barkenraum des Amun.
Durch den Barkenraum des Amun gelangt man in einen Raum, dessen Decke von vier Pfeilern gehalten wird. Rechts und links davon liegen die Kapellen zu Ehren von Min-Amun-Kamutef, Amun-Re, Amun-Re-Harachte-Atum und Osiris. Die Wandreliefs zeigen Sethos I. mit den jeweiligen Göttern, denen er Opfergaben darbringt oder kultische Handlungen vollzieht.
In die Totenkulträume des Sethos I. gelangt man durch die Hypostylhalle. Es ist die größte Kapelle im Hauptgebäude.

## Tempel Ramses I.
Den Tempel Ramses I. im südlichen Teil des Hauptgebäudes erreicht man durch ein kleines Hypostyl mit zwei Säulen. An diesen kleinen Säulenraum schließen sich drei Sanktuare an. Die Wanddarstellungen des Säulenraumes zeigen auf der rechten Seite die Götter Amun, Chons, und Mut mit dem knienden Sethos I. Im mittleren Heiligtum ist Sethos I. dargestellt, der die Statue seines Vaters salbt. In den anderen Räumen ist zu sehen, wie Ramses I. und Sethos I. Opfer von Ramses II. entgegennehmen.

## Sonnenhof
Im nördlichen Tempelteil befindet sich der Sonnenhof. Dieser Sonnenhof ist das Heiligtum des Re-Harachte. Die Inschriften auf den Wänden werden von Opferritualen und Tempelhandlungen beherrscht. Es gibt neun Nischen in den Wänden, in denen früher Königsstatuen aufgestellt waren. In der Mitte des Hofes steht heute nur noch der Rest eines Opferaltars. Die Decke wurde ursprünglich von zehn Säulen getragen, welche nicht erhalten sind.

## Königspalast
Links hinter dem ersten Pylon befand sich ursprünglich der Tempel- oder Königspalast. Durch einen Portikus gelangte man durch zwei große Zugänge in eine Säulenhalle und von hier weiter in den Thronsaal oder in das sogenannte Erscheinungsfenster. Das ist ein Fenster, von dem aus der König dem Festgeschehen beiwohnte. Heute sind nur noch ein paar Mauerreste vom Palast übrig.